# یوکی ساتو (هنرپیشه)
یوکی ساتو (انگلیسی: Yuki Sato (actor)؛ زادهٔ ۲۲ فوریهٔ ۱۹۸۴) یک مانکن (فرد) اهل ژاپن است. 